# Municipio de Qualla
El municipio de Qualla (en inglés: Qualla Township) es un municipio ubicado en el  condado de Jackson en el estado estadounidense de Carolina del Norte. En el año 2010 tenía una población de 6.161 habitantes.

## Geografía
El municipio de River se encuentra ubicado en las coordenadas 35°27′50.36″N 83°16′58.54″O / 35.4639889, -83.2829278.